# Nittany Lions de Penn State
Les Nittany Lions de Penn State (en anglais : Penn State Nittany Lions) sont un club omnisports universitaire de l'Université d'État de Pennsylvanie (en anglais : Pennsylvania State University).
Les équipes des Nittany Lions participent aux compétitions universitaires organisées par la National Collegiate Athletic Association. Penn State fait partie de la Big Ten Conference. Néanmoins, le programme masculin de volleyball joue dans la Eastern Intercollegiate Volleyball Association (en) (EIVA), le programme féminin de hockey sur glace dans la College Hockey America (CHA) et le programme d'escrime a le statut d'équipe indépendante, la Big Ten ne sponsorisant pas ces trois sports.
La plus fameuse équipe des Nittany Lions est celle de football américain. Elle décroche le titre national en 1982 et 1986. Son joueur le plus réputé est John Cappelletti lequel a remporté le trophée Heisman en 1973.
Penn State utilise le Beaver Stadium, enceinte de 107 282 places inaugurée en 1960. Les Nittany Lions ont la réputation d'être excellents sur la formation des linebackers.
L’équipe de football américain a été entraînée pendant 45 ans par le légendaire Joe Paterno (1966-2011) ce qui constitue le record en NCAA.
Outre le football américain, les autres points forts de Penn State sont ses équipes de volley-ball (2 titres masculins en 1994 et 2008 et 1 titre féminin en 1999) et d'escrime (10 titres nationaux).
Pour la pratique des sports en salle, les Nittany Lions évoluent au Bryce Jordan Center (15 261 places) inaugurée le 7 avril 1993.

## Origine du nom de l'équipe
L'origine du surnom de l'équipe est obscure. La version la plus commune vient d'un mot amérindien signifiant montagne ou barrière, ce qui a donné en anglais le terme Nittany. Il existe d'ailleurs un mont dénommé Nittany en Pennsylvanie. Enfin, le terme Lions fait référence au félin plus connu sous le nom de cougar ou puma d'Amérique du Nord.
La dénomination Nittany Lions pourrait dès lors être traduite par les termes Lions de la montagne, félins présents dans la région jusque dans les années 1880.

## Sports représentés
Les programmes sportifs de Penn State évoluent dans la Big Ten Conference à l'exception du programme masculin de volleyball qui joue dans la Eastern Intercollegiate Volleyball Association (en) (EIVA), du programme féminin de hockey sur glace qui évolue dans la College Hockey America (CHA) et le programme d'escrime qui possède le statut d'équipe indépendante, la Big Ten ne sponsorisant pas ces trois sports.
| Hommes (14)                                 | Femmes (13)       |
| ------------------------------------------- | ----------------- |
| Athlétisme †                                | Athlétisme †      |
| Baseball                                    | Basketball        |
| Basketball                                  | Cross country     |
| Cross country                               | Football (soccer) |
| Football américain                          | Golf              |
| Golf                                        | Gymnastique       |
| Gymnastique                                 | Hockey sur gazon  |
| Hockey sur glace                            | Hockey sur glace  |
| Lacrosse                                    | Lacrosse          |
| Lutte                                       | Natation/Plongeon |
| Natation/Plongeon                           | Softball          |
| Tennis                                      | Tennis            |
| Volley-ball                                 | Volley-ball       |
| Water polo                                  |                   |
| Escrime (mixte)                             |                   |
| † – Athlétisme en salle et/ou en plein air. |                   |

## Football américain

### Descriptif en début de saison 2025
- Couleurs :   (bleu foncé et blanc)

- Dirigeants :
  - Directeur sportif : Patrick Kraft (en)
  - Entraîneur principal : James Franklin (en), 12e saison, bilan : 101-429  (70,6 %)

- Stade
  - Nom : Beaver Stadium
  - Capacité : 106 572
  - Surface de jeu : pelouse naturelle (Pâturin des prés)
  - Lieu : Campus de Penn State, Pennsylvanie

- Conférence :
  - Actuelle : Big Ten Conference, Division East (depuis 2014)
  - Anciennes : 
    - Indépendants (1887–1890,1892–1992)
    - Pennsylvania Intercollegiate Football Association (en) (PIFA) (1891)

- Internet :
  - Nom site Web : gopsusports.com
  - URL : https://gopsusports.com/sports/football

- Bilan des matchs :
  - Victoires : 943 (69,0 %)
  - Défaites : 412
  - Nuls : 42

- Bilan des Bowls :
  - Victoires : 32 (60,0 %)
  - Défaites : 21
  - Nuls : 2

- College Football Playoff :
  - Apparitions : 1 (2024)
  - Bilan : 2 victoires, 1 défaite (66,6%)
  - Apparition en College Football Championship Game (finale) : -
  - Victoire en finale du CFP : -

- Titres :
  - Titres nationaux : 2 (1982, 1986)
  - Titres nationaux non réclamés : 5 (1911, 1912, 1969, 1981, 1994)
  - Titres de conférence : 5
    - en PIFA : 1891
    - en Big Ten : 1994, 2005, 2008, 2016

  - Titres de la division East de la Big Ten : 2 (2011, 2016)

- Joueurs :
  - Vainqueurs du Trophée Heisman : 1 (John Cappelletti en 1973)
  - Sélectionnés All-American : 44

- Hymne : Fight On, State (en)
- Mascotte : Nittany Lion (en)
- Fanfare : Penn State Blue Band (en)

- Rivalités :

| Alabama (en) Maryland (en) Michigan (en) | Michigan State (en) Pittsburgh Ohio State (en) | Syracuse (en) Virginie-Occidentale (en) |

### Palmarès
- Titres nationaux :

Penn State a remporté deux titres de champion national :
| Saison | Entraîneur  | Agences de cotation | Bilan | Bowl                | Résultat | Adversaire |
| ------ | ----------- | --- | ----- | ------------------- | -------- | ---------- |
| 198    | Joe Paterno | AP, Billingsley, DeVold, Dunkel, Rothman (FACT), Football News, Football Research, Football Writers Association of America, Helms, Litkenhous, Matthews Grid Ratings, National Championship Foundation, National Football Foundation, The New York Times, Poling, Sagarin, Sagarin (ELO-Chess), Sporting News, UPI/coaches, USA/CNN | 11–1  | G, Sugar Bowl 1983  | No 1     | No 1       |
| 1986   | Joe Paterno | AP, Billingsley, FACT, FB News, FW, Matthews, NCF, NFF, Sagarin (ELO-Chess)*, Sporting News, UPI, USA/CNN | 12–0  | G, Fiesta Bowl 1987 | No 1     | No 1       |
Penn State a également été désigné à sept reprises champion de la NCAA par des agences de cotation mineures ,. Néanmoins, Penn State ne reconnait que les titres de 1982 et 1986 acquis sous la direction de Joe Paterno comme valables.
- Champions de conférence :

Penn State a remporté cinq titres de conférence dont deux à égalité (†)
| Saison | Conférence                                             | Entraîneur          | Bilan global | Bilan de conférence |
| ------ | ------------------------------------------------------ | ------------------- | ------------ | ------------------- |
| 1891   | Pennsylvania Intercollegiate Football Association (en) | Pas d'entraîneur    | 06–2         | 4–1                 |
| 1994   | Big Ten Conference                                     | Joe Paterno         | 12–0         | 8–0                 |
| 2005†  | Big Ten Conference                                     | Joe Paterno         | 11–1         | 7–1                 |
| 2008†  | Big Ten Conference                                     | Joe Paterno         | 11–2         | 7–1                 |
| 2016   | Big Ten Conference                                     | James Franklin (en) | 11–3         | 8–1                 |
- Champions de division :

Penn State a remporté deux titres de division, toutes deux à égalité (†)
| Saison | Conférence | Division | Entraîneur          | Finale de conférence                                               | Finale de conférence                                               |
| ------ | ---------- | -------- | ------------------- | ------------------------------------------------------------------ | ------------------------------------------------------------------ |
| Saison | Conférence | Division | Entraîneur          | Adversaire                                                         | Résultat                                                           |
| 2011†  | Big Ten    | Leaders  | Joe Paterno         | Non qualifié à la suite des critères de départage en cas d'égalité | Non qualifié à la suite des critères de départage en cas d'égalité |
| 2016†  | Big Ten    | East     | James Franklin (en) | Badgers du Wisconsin                                               | G, 38–31                                                           |

### Bowls
Penn State a participé à 55 bowls universitaire, en a remporté 32 pour 21 défaites et 2 nuls.
L'entraîneur Joe Paterno en compte la majorité des victoires (24) et des participations (37) soit plus qu'aucun autre entraîneur de l'histoire de la NCAA. Son bilan est de 24–12–1 (66,2%),,. Paterno possède également un bilan de 13 victoires et 4 défaites dans les bowls majeurs. Il est un des deux entraîneurs de l'histoire (avec Bob Stoops (en) des Sooners de l'Oklahoma) à avoir participé et gagné les cinq bowls majeurs.
| N° | Saison | Bowl                     | Adversaire                    | Résultat   | Entraîneur          |
| -- | ------ | ------------------------ | ----------------------------- | ---------- | ------------------- |
| 1  | 1922   | Rose Bowl 1923           | Trojans de l'USC              | P, 14–3    | Hugo Bezdek (en)    |
| 2  | 1947   | Cotton Bowl Classic 1948 | Mustangs de SMU               | Nul, 13–13 | Bob Higgins (en)    |
| 3  | 1959   | Liberty Bowl 1959        | Crimson Tide de l'Alabama     | G, 7–0     | Rip Engle           |
| 4  | 1960   | Liberty Bowl 1960        | Webfoots de l'Oregon          | G, 41–12   | Rip Engle           |
| 5  | 1961   | Gator Bowl 1961          | Yellowjackets de Georgia Tech | G, 30–15   | Rip Engle           |
| 6  | 1962   | Gator Bowl 1962          | Gators de la Floride          | P, 17–7    | Rip Engle           |
| 7  | 1967   | Gator Bowl 1967          | Seminoles de Florida State    | Nul, 17–17 | Joe Paterno         |
| 8  | 1968   | Orange Bowl 1969         | Jayhawks de Kansas            | G, 15–14   | Joe Paterno         |
| 9  | 1969   | Orange Bowl 1970         | Tigers du Missouri            | G, 10–3    | Joe Paterno         |
| 10 | 1971   | Cotton Bowl Classic 1972 | Longhorns du Texas            | G, 30–6    | Joe Paterno         |
| 11 | 1972   | Sugar Bowl 1972          | Sooners de l'Oklahoma         | P, 14–0    | Joe Paterno         |
| 12 | 1973   | Orange Bowl 1974         | Tigers de LSU                 | G, 16–9    | Joe Paterno         |
| 13 | 1974   | Cotton Bowl Classic 1975 | Bears de Baylor               | G, 41–20   | Joe Paterno         |
| 14 | 1975   | Sugar Bowl 1975          | Crimson Tide de l'Alabama     | P, 13–6    | Joe Paterno         |
| 15 | 1976   | Gator Bowl 1976          | Fighting Irish de Notre Dame  | P, 20–9    | Joe Paterno         |
| 16 | 1977   | Fiesta Bowl 1977         | Sun Devils d'Arizona State    | G, 42–30   | Joe Paterno         |
| 17 | 1978   | Sugar Bowl 1979          | Crimson Tide de l'Alabama     | P, 14–7    | Joe Paterno         |
| 18 | 1979   | Liberty Bowl 1979        | Green Wave de Tulane          | G, 9–6     | Joe Paterno         |
| 19 | 1980   | Fiesta Bowl 1980         | Buckeyes d'Ohio State         | G, 31–19   | Joe Paterno         |
| 20 | 1981   | Fiesta Bowl 1982         | Trojans de l'USC              | G, 26–10   | Joe Paterno         |
| 21 | 1982   | Sugar Bowl 1983          | Bulldogs de la Géorgie        | G, 27–23   | Joe Paterno         |
| 22 | 1983   | Aloha Bowl 1983          | Huskies de Washington         | G, 13–10   | Joe Paterno         |
| 23 | 1985   | Orange Bowl 1986         | Sooners de l'Oklahoma         | P, 25–10   | Joe Paterno         |
| 24 | 1986   | Fiesta Bowl 1987         | Hurricanes de Miami           | G, 14–10   | Joe Paterno         |
| 25 | 1987   | Florida Citrus Bowl 1988 | Tigers de Clemson             | P, 35–10   | Joe Paterno         |
| 26 | 1989   | Holiday Bowl 1989        | Cougars de BYU                | G, 50–39   | Joe Paterno         |
| 27 | 1990   | Blockbuster Bowl 1990    | Seminoles de Florida State    | P, 24–17   | Joe Paterno         |
| 28 | 1991   | Fiesta Bowl 1992         | Volunteers du Tennessee       | G, 42–17   | Joe Paterno         |
| 29 | 1992   | Blockbuster Bowl 1993    | Cardinal de Stanford          | P, 24–3    | Joe Paterno         |
| 30 | 1993   | Florida Citrus Bowl 1994 | Volunteers du Tennessee       | G, 31–13   | Joe Paterno         |
| 31 | 1994   | Rose Bowl 1995           | Ducks de l'Oregon             | G, 38–20   | Joe Paterno         |
| 32 | 1995   | Outback Bowl 1996        | Tigers d'Auburn               | G, 43–14   | Joe Paterno         |
| 33 | 1996   | Fiesta Bowl 1997         | Longhorns du Texas            | G, 38–15   | Joe Paterno         |
| 34 | 1997   | Florida Citrus Bowl 1998 | Gators de la Floride          | P, 21–6    | Joe Paterno         |
| 35 | 1998   | Outback Bowl 1999        | Wildcats du Kentucky          | G, 26–14   | Joe Paterno         |
| 36 | 1999   | Alamo Bowl 1999          | Aggies de Texas A&M           | G, 24–0    | Joe Paterno         |
| 37 | 2002   | Capital One Bowl 2003    | Tigers d'Auburn               | P, 13–9    | Joe Paterno         |
| 38 | 2005   | Orange Bowl 2006         | Seminoles de Florida State    | G, 263ET23 | Joe Paterno         |
| 39 | 2006   | Outback Bowl 2007        | Volunteers du Tennessee       | G, 20–10   | Joe Paterno         |
| 40 | 2007   | Alamo Bowl 2007          | Aggies de Texas A&M           | G, 24–17   | Joe Paterno         |
| 41 | 2008   | Rose Bowl 2009           | Trojans de l'USC              | P, 38–24   | Joe Paterno         |
| 42 | 2009   | Capital One Bowl 2010    | Tigers de LSU                 | G, 19–17   | Joe Paterno         |
| 43 | 2010   | Outback Bowl 2011        | Gators de la Floride          | P, 37–24   | Joe Paterno         |
| 44 | 2011   | TicketCity Bowl 2012     | Cougars de Houston            | P, 30–14   | Tom Bradley (en)    |
| 45 | 2014   | Pinstripe Bowl 2014      | Eagles de Boston College      | G, 31ET30  | James Franklin (en) |
| 46 | 2015   | TaxSlayer Bowl 2016      | Bulldogs de la Géorgie        | P, 24–17   | James Franklin (en) |
| 47 | 2016   | Rose Bowl 2017           | Trojans de l'USC              | P, 49–52   | James Franklin (en) |
| 48 | 2017   | Fiesta Bowl 2017         | Huskies de Washington         | G, 35–28   | James Franklin (en) |
| 49 | 2018   | Citrus Bowl 2019         | Wildcats du Kentucky          | P, 24–27   | James Franklin (en) |
| 50 | 2019   | Cotton Bowl Classic 2019 | Tigers de Memphis             | G, 53–39   | James Franklin (en) |
| 51 | 2021   | Outback Bowl 2022        | Razorbacks de l'Arkansas      | P, 10–24   | James Franklin (en) |
| 52 | 2022   | Rose Bowl 2023           | Utes de l'Utah                | G, 35–21   | James Franklin (en) |
| 53 | 2023   | Peach Bowl 2023          | Rebels d'Ole Miss             | P, 25–38   | James Franklin (en) |
| 54 | 2024   | Fiesta Bowl 2024         | Broncos de Boise State        | G, 31–14   | James Franklin (en) |
| 55 | 2024   | Orange Bowl 2025         | Fighting Irish de Notre Dame  | P, 24–27   | James Franklin (en) |

### Entraîneurs
Le programme de football américain de Penn State a été dirigé depuis sa création par 17 entraîneurs :
| Entraîneur           | Période         | Saisons | Saisons   | Saisons | Conférence | Conférence | Conférence | Bowls | Titres nationaux |
| -------------------- | --------------- | ------- | --------- | ------- | ---------- | ---------- | ---------- | ----- | ---------------- |
| Entraîneur           | Période         | Nb.     | Bilan     | %       | Bilan      | %          | Titres     | Bowls | Titres nationaux |
| Pas d'entraîneur     | 1887–1891       | 05      | 12–8–1    | 59,5    | 4–1–0      | 80,0       | 1          |       |                  |
| George Hoskins (en)  | 1892–1895       | 04      | 17–4–4    | 76,0    |            |            |            |       |                  |
| Samuel Newton (en)   | 1896–1898       | 03      | 12–14–0   | 46,2    |            |            |            |       |                  |
| Sam Boyle (en)       | 1899            | 01      | 4–6–1     | 40,9    |            |            |            |       |                  |
| Pop Golden (en)      | 1900–1902       | 03      | 16–12–1   | 56,9    |            |            |            |       |                  |
| Daniel A. Reed (en)  | 1903            | 01      | 5–3–0     | 62,5    |            |            |            |       |                  |
| Tom Fennell (en)     | 1904–1908       | 05      | 33–17–1   | 65,7    |            |            |            |       |                  |
| Bill Hollenback (en) | 1909, 1911–1914 | 05      | 28–9–4    | 73,2    |            |            |            |       |                  |
| Jack Hollenback (en) | 1910            | 01      | 5–2–1     | 68,8    |            |            |            |       |                  |
| Dick Harlow (en)     | 1915–1917       | 03      | 20–8–0    | 71,4    |            |            |            |       |                  |
| Hugo Bezdek (en)     | 1918–1929       | 12      | 65–30–11  | 66,5    |            |            |            | 1     |                  |
| Bob Higgins (en)     | 1930–1948       | 19      | 91–57–11  | 60,7    |            |            |            | 1     |                  |
| Joe Bedenk (en)      | 1949            | 01      | 5–4–0     | 55,6    |            |            |            |       |                  |
| Rip Engle            | 1950–1965       | 16      | 104–48–4  | 67,9    |            |            |            | 4     |                  |
| Joe Paterno          | 1966–2011       | 45      | 409–136–3 | 74,9    | 95–54–0    | 63,8       | 3          | 37    | 2                |
| Tom Bradley (en)     | 2011            | <1      | 1–3       | 25,0    | 1–2        | 33,3       |            | 1     |                  |
| Bill O'Brien         | 2012–2013       | 02      | 15–9      | 62,5    | 10–6       | 62,5       |            |       |                  |
| James Franklin (en)  | Depuis 2014     | 011     | 101–42    | 71,1    | 64–33      | 66,0       | 1          | 11    |                  |

### Trophées, récompenses, accomplissements

#### Joueurs
| - Trophée Heisman - John Cappelletti – 1973 - Maxwell Award - Richie Lucas (en) – 1959 - Glenn Ressler (en) – 1964 - Mike Reid (en) – 1969 - John Cappelletti – 1973 - Chuck Fusina (en) – 1978 - Kerry Collins – 1994 - Larry Johnson – 2002 - Walter Camp Award - John Cappelletti – 1973 - Larry Johnson – 2002 - Sammy Baugh Trophy - Kerry Collins – 1994 - William V. Campbell Trophy - John Urschel (en) – 2013 | - Lombardi Award - Bruce Clark – 1978 - Carl Nassib – 2015 - Chuck Bednarik Award - LaVar Arrington – 1999 - Paul Posluszny – 2005, 2006 - Dan Connor (en) – 2007 - Davey O’Brien Award - Todd Blackledge (en) – 1982 - Kerry Collins – 1994 - Doak Walker Award - Larry Johnson – 2002 - Fred Biletnikoff Award - Bobby Engram (en) – 1994 (1er récipiendaire) | - Dick Butkus Award - LaVar Arrington – 1999 - Paul Posluszny – 2005 - Chicago Tribune Silver Football (en) - Kerry Collins – 1994 - Michael Robinson (en) – 2005 - Daryll Clark (en) – 2009 - Saquon Barkley - 2016, 2017 - Trophée Outland - Mike Reid – 1969 - Dave Rimington Trophy - A.Q. Shipley (en) – 2008 - Ted Hendricks Award - Carl Nassib – 2015 |

##### Entraineur
| - Paul "Bear" Bryant Award - Joe Paterno – 1986 - Bill O'Brien – 2012 - Eddie Robinson Coach of the Year - Joe Paterno – 1978, 1982, 1986 - Walter Camp Coach of the Year - Joe Paterno – 1972, 1994, 2005 - George Munger Award (en) - Joe Paterno – 1990, 1994, 2005 - Bobby Dodd Coach of the Year Award - Joe Paterno – 1981, 2005 | - Amos Alonzo Stagg Award (en) - Rip Engle – 1969 - Joe Paterno – 2002 - AT&T-ESPN Coach of the Year - Bill O'Brien – 2012 - Big Ten Coach of the Year - Joe Paterno - 1994, 2005, 2008 - Bill O'Brien – 2012 - James Franklin (en) - 2016 | - George Munger Award (en) - Joe Paterno – 1990, 1994, 2005 - Maxwell Coach of the Year - Bill O'Brien – 2012 - The Home Depot Coach of the Year Award - Joe Paterno – 2005 - Woody Hayes Coach of the Year - James Franklin - 2016 |

### Numéros retirés
| No | Joueur           | Poste        | Carrière | Date retrait     |
| -- | ---------------- | ------------ | -------- | ---------------- |
| 22 | John Cappelletti | Running back | 1970–73  | 7 septembre 2013 |

### Hall of Fame

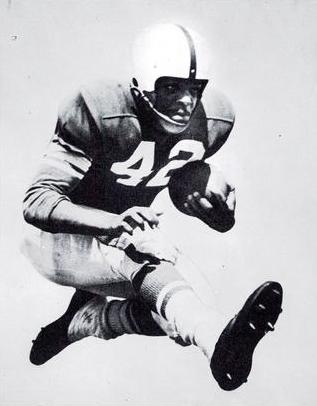
Le running back.

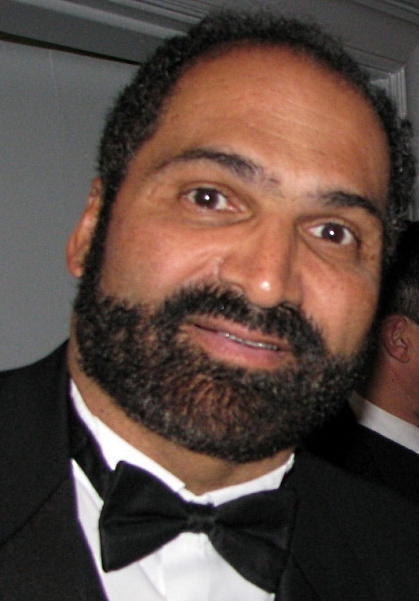
Le running back Franco Harris.

En incluant l'ancien entraîneur principal Joe Paterno, Penn State compte 26 joueurs et entraîneurs intronisés au College Football Hall of Fame.
| Nom                  | Poste                | Année d'intronisation |
| -------------------- | -------------------- | --------------------- |
| LaVar Arrington      | Linebacker           | 2022                  |
| Hugo Bezdek (en)     | Entraîneur principal | 1954                  |
| John Cappelletti     | Running back         | 1993                  |
| Kerry Collins        | Quarterback          | 2018                  |
| Shane Conlan         | Linebacker           | 2014                  |
| Keith Dorney         | Offensive tackle     | 2005                  |
| Rip Engle            | Entraîneur principal | 1973                  |
| Jack Ham             | Linebacker           | 1990                  |
| Dick Harlow (en)     | Entraîneur principal | 1954                  |
| Bob Higgins (en)     | Entraîneur principal | 1954                  |
| Glenn Killinger (en) | Quarterback          | 1971                  |
| Ted Kwalick (en)     | Tight end            | 1989                  |
| Richie Lucas (en)    | Quarterback          | 1986                  |
| Pete Mauthe (en)     | Running back         | 1957                  |
| Shorty Miller (en)   | Quarterback          | 1974                  |
| Lydell Mitchell (en) | Running back         | 2004                  |
| Dennis Onkotz (en)   | Linebacker           | 1995                  |
| Joe Paterno          | Entraîneur principal | 2007                  |
| Paul Posluszny       | Linebacker           | 2024                  |
| Mike Reid (en)       | Defensive tackle     | 1987                  |
| Glenn Ressler (en)   | Center/Guard         | 2001                  |
| Dave Robinson        | End                  | 1997                  |
| Steve Suhey (en)     | Guard                | 1985                  |
| Dexter Very (en)     | End                  | 1976                  |
| Curt Warner          | Running back         | 2009                  |
| Harry Wilson (en)    | Running back         | 1973                  |

Penn State est une des onze université avec au moins cinq intronisés au Pro Football Hall of Fame
| Nom                 | Poste            | Saisons                                      | Année d'intronisation |
| ------------------- | ---------------- | -------------------------------------------- | --------------------- |
| Jack Ham            | Linebacker       | Steelers de Pittsburgh                       | 1988                  |
| Franco Harris       | Running back     | Steelers de Pittsburgh, Seahawks de Seattle  | 1990                  |
| Mike Michalske (en) | Guard            | Packers de Green Bay                         | 1964                  |
| Lenny Moore (en)    | Wide receiver/RB | Colts de Baltimore                           | 1975                  |
| Mike Munchak        | Guard            | Oilers de Houston                            | 2001                  |
| Dave Robinson       | Linebacker       | Packers de Green Bay, Redskins de Washington | 2013                  |

### Mascotte

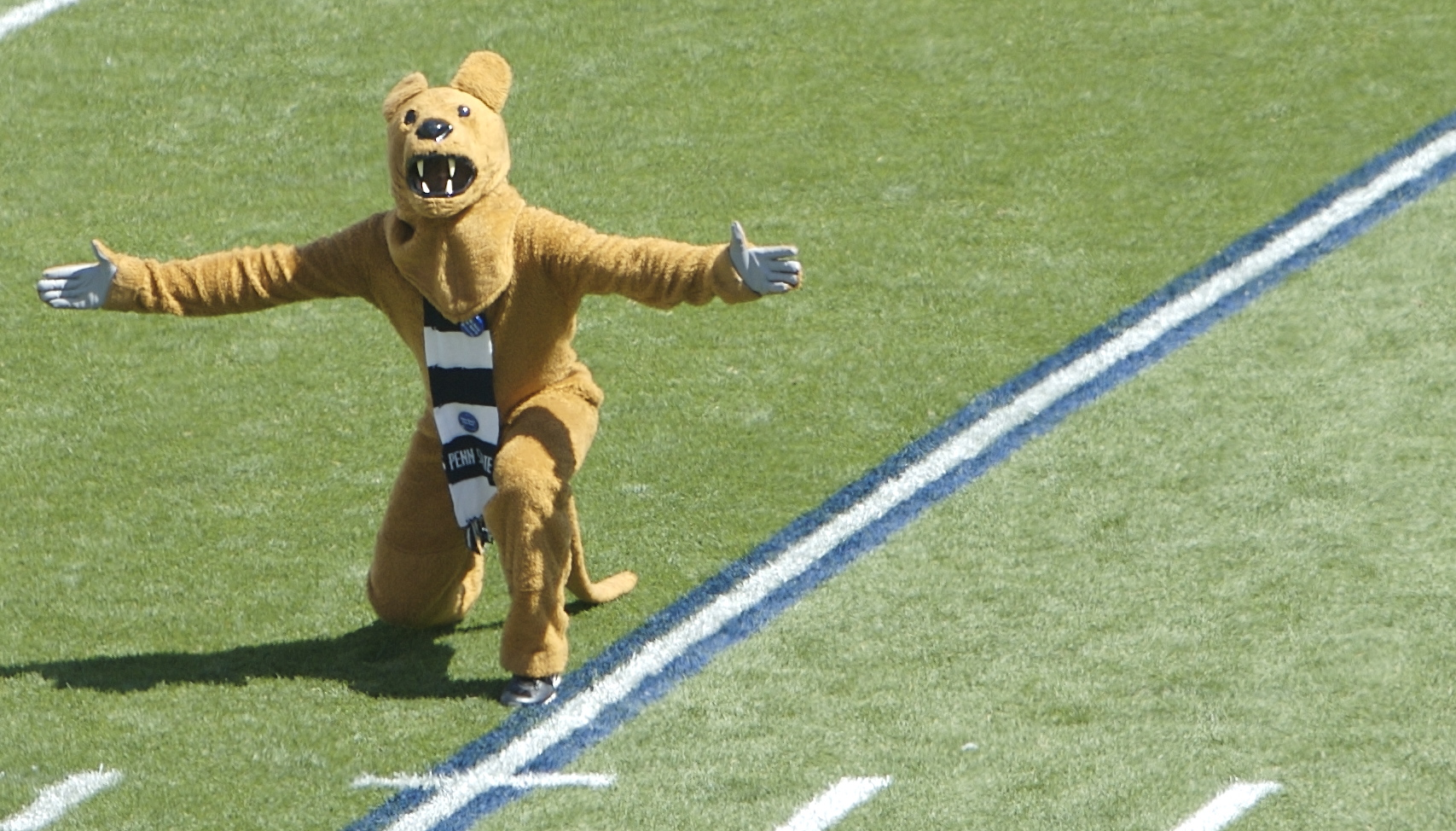
Nittany Lion en 2007 lors d'un match.

Le Nittany Lion (en) (un lion des montagnes de l'est plus connu sous le nom de puma ou couguar) est la mascotte des programmes sportifs de l'université. Créé en 1907, il s'agit d'un personnage costumé représentant un puma ou couguar.
Le surnom « Nittany » fait référence au Mont Nittany qui surplombe l'université où l'on pouvait rencontrer des pumas jusque dans les années 1880. L'origine du nom « Mount Nittany » est obscure, l'explication la plus communément acceptée étant qu'il est dérivé de mots amérindiens (prononcé vaguement comme « neet-a-nee »), du nom de la sous-espèce de couguars qui parcouraient la montagne.
Un Nittany Lion empaillé se trouve au « Penn State All-Sports Museum ». Il est le seul connu et il fut tué dans le Comté de Susquehanna par Samuel Brush en 1856. Selon un article intitulé « Learning to Live with Mountain Lions », paru en juillet 1992 dans le National Geographic et écrit par Maurice Hornocker, les archives du palais de justice du Comté de Centre en Pennsylvanie, indiquent qu'un chasseur local aurait tué 64 pumas entre 1820 et 1845 et qu'au cours de ces 25 années, environ 600 avaient été tués dans ce seul Comté.

### Chant de combat
« Fight On, State » est le chant de combat officiel de l'université d'État de Pennsylvanie. Il est réputé pour être joué par la fanfare « Penn State Blue Band » lorsque l'équipe de football américain marque des points ou lors du show d'avant match. Le chant a été écrit pour être joué plus spécialement après un touchdown de Penn State car il ralentit rapidement vers la fin de la chanson, puis s'arrête. Il reprend ensuite après que l'équipe a marqué un point supplémentaire et est rejoué à vitesse normale.
« New Fight On, State », en abrégé « NFOS », est une version plus courte jouée sans le ralentissement et la pause.
| « Fight on State (GO !) Fight on State (GO !) Strike your gait and win, (LET'S GO STATE !) Victory we predict for thee We're ever true to you, dear old White and Blue. Onward State, (GO !) Onward State, (GO !) Roar, Lions, roar: (LET'S GO STATE !) We'll hit that line, roll up the score, Fight on to victory ever more, Fight on, on, on, on, on, Fight on, on, Penn State ! (S-T-A-T-E GO ! STATE !) » |

### Rivalités
| Équipe rivale                           | Surnom de la rivalité | Trophée de la rivalité | Bilan des Nittany Lions | Bilan des Nittany Lions | Bilan des Nittany Lions | Bilan des Nittany Lions | Bilan des Nittany Lions | Premier match | Dernier match |
| --------------------------------------- | --------------------- | ---------------------- | ----------------------- | ----------------------- | ----------------------- | ----------------------- | ----------------------- | ------------- | ------------- |
| Équipe rivale                           | Surnom de la rivalité | Trophée de la rivalité | Nb.                     | V.                      | D.                      | N.                      | %                       | Premier match | Dernier match |
| Crimson Tide de l'Alabama               | -                     | -                      | 015                     | 05                      | 10                      | 0                       | 33,3                    | 1959          | 2011          |
| Terrapins du Maryland                   | -                     | -                      | 047                     | 44                      | 03                      | 1                       | 93,7                    | 1917          | 2024          |
| Spartans de Michigan State              | -                     | Land Grant Trophy      | 038                     | 19                      | 18                      | 1                       | 51,4                    | 1914          | 2023          |
| Buckeyes d'Ohio State                   | -                     | -                      | 40                      | 14                      | 25                      | 0                       | 35,0                    | 1912          | 2024          |
| Panthers de Pittsburgh                  | The Keystone Classic  | Spalding Trophy        | 100                     | 53                      | 43                      | 4                       | 53,0                    | 1893          | 2019          |
| Orange de Syracuse                      | -                     | -                      | 071                     | 43                      | 23                      | 5                       | 60,6                    | 1922          | 2013          |
| Mountaineers de la Virginie-Occidentale | -                     | -                      | 061                     | 50                      | 09                      | 2                       | 81,9                    | 1904          | 2024          |

## Palmarès des autres sports
- Basket-ball masculin :
  - Tournoi national NCAA :
    - Participations : 9 (1942, 1952, 1954, 1955, 1965, 1991, 1996, 2001, 2011)
    - Champions : 0
    - Finalistes : 0
    - 1/2 de finales (Elite 4) : 1 (1954)
    - 1/4 de finales (Elite 8) : 2 (1942, 1954)
    - 1/8 de finales (Elite 16) : 4 (1952, 1954, 1955, 2001)

  - Palmarès en  Conference :
    - Champions du tournoi final : 1 (dans l'Atlantic 10 en 1991)

  - Champions de division : 1 (de la Eastern Collegiate League West en 1977)

- Basket-ball féminin :
  - Tournoi national NCAA :
    - Participations : 25 (1982, 1983, 1984, 1985, 1986, 1987, 1988, 1990, 1991, 1992, 1993, 1994, 1995, 1996, 1999, 2000, 2001, 2002, 2003, 2004, 2005, 2011, 2012, 2013, 2014)
    - Champions : 0
    - Finalistes : 0
    - 1/2 de finales (Sweet 4) : 1 (2000)
    - 1/4 de finales (Sweet 8) : 4 (1983, 1994, 2000, 2004)
    - 1/8 de finales (Sweet 16) : 13 (1982, 1983, 1985, 1986, 1992, 1994, 1996, 2000, 2002, 2003, 2004, 2012, 2014)
    - 1/16 de finales (Round of 32) : 22 (1982, 1983, 1985, 1986, 1987, 1988, 1990, 1991, 1992, 1993, 1994, 1995, 1996, 1999, 2000, 2002, 2003, 2004, 2011, 2012, 2013, 2014)

  - Palmarès en  Conference :
    - Championnes du tournoi final : 8 (1983, 1984, 1985, 1986, 1990, 1991, 1995, 1996)
    - Championnes de la saison régulière : 11 (1985, 1986, 1991, 1994, 1995, 2000, 2003, 2004, 2012, 2013, 2014)

- Cross country masculin :
  - Champions de la NCAA : 3 (1942, 1947, 1950)
  - Champions de la ICAAAA : 8 (1926, 1927, 1928, 1930, 1950, 1951, 1960, 2000)
  - Titres individuels : 1920 (John Romig), 1927 et 1928 (William Cox), 1938, 1946, 1987, 2004.

- Escrime (équipe mixte) :
  - Titres nationaux équipe mixte : 13 (1990, 1991, 1995, 1996, 1997, 1998, 1999, 2000, 2002, 2007, 2009, 2010, 2014)
  - Titres nationaux féminins : 3 - 2 en AIAW (1980, 1981) et 1 en NCAA (1983)

- Hockey sur gazon féminin :
  - 24 apparitions au tournoi final
  - 2 finales NCAA (perdues contre Wake Forect en 2002 et contre North Carolina en 2007 )
  - 1 titres nationaux dans l'AIAW : 1980 et 1981

- Gymnastique :
  - Hommes : 14 titres nationaux en NCAA
  - Femmes : 2 titres nationaux AIAW (1978, 1980)

- Hockey sur glace masculin :
  - Big Ten Conference dans la NCAA Division I
    - Apparitions au tournoi final : 2 (2017, 2018)
    - Titre de Conference : 2017
    - Titre de Conference après la saison régulière : 2020

  - American Collegiate Hockey Association (ACHA) :
    - Titres nationaux : 7 (1984, 1990, 1998, 2000, 2001, 2002, 2003)
    - Apparitions au tournoi final : 29 (1982, 1983, 1984, 1985, 1986, 1987, 1988, 1990, 1991, 1993, 1994, 1995, 1996, 1997, 1998, 1999, 2000, 2001, 2002, 2003, 2004, 2005, 2006, 2007, 2008, 2009, 2010, 2011, 2012)
    - Titre de Conférence : 9 (1979, 1980, 1989, 1993, 1994, 2008, 2009, 2010, 2011)
    - Champion de Conférence après la saison régulière : 8 (1977, 1978, 1992, 1993, 1994, 2008, 2009, 2010)

- Hockey sur glace féminin :
  - Premières de la College Hockey America (CHA) après la saison régulière : 1 (2020-21)

- Lacrosse masculin :
  - Participation au tournoi du Final Four de la NCAA : 1 (2019)
  - Participation au 1/4 de finales : 1 (2019)
  - Apparitions au tournoi final de la NCAA : 5 (2003, 2005, 2013, 2017, 2019)
  - Champion de conférence : 1 (2019)
  - Premiers de conférence après la saison régulière : 3 (2005, 2013, 2019)

- Lacrosse féminin :
  - Titres nationaux en NCAA : 2 (1987, 1989)
  - Finaliste du tournoi : 2 (1986, 1988)
  - Participation au 1/4 de finales : 11 (1983, 1985, 1986, 1987, 1988, 1989, 1991, 1995, 1999, 2016, 2017)
  - Apparitions au tournoi final : 24 (1983, 1984, 1985, 1986, 1987, 1988, 1989, 1990, 1991, 1992, 1993, 1995, 1996, 1997, 1999, 2001, 2005, 2012, 2013, 2014, 2015, 2016, 2017, 2018)
  - Championnes de conférence : 1 (2015)
  - Premières de conférence après la saison régulière : 1 (2013)

- Football (soccer) masculin :
  - Titres nationaux en ISFA/ISFL :
    - ISFA : 6 (1926*, 1929, 1933*, 1949*, 1954, 1955*)
    - Titre réclamés mais pas accordé par l'ISFA : 5 (1936, 1937, 1938, 1939, 1940)
    - Vainqueur du Soccer Bowl: 1949 (nul), 1950

(* titre partagé)
- - Tournoi national NCAA :
    - Participations : 35 (1970, 1971, 1972, 1973, 1974, 1975, 1976, 1977, 1978, 1979, 1980, 1981, 1982, 1984, 1985, 1986, 1988, 1989, 1992, 1993, 1994, 1995, 1998, 1999, 2001, 2002, 2004, 2005, 2009, 2010, 2013, 2014, 2019, 2020, 2021)
    - Champion : 0
    - Finaliste : 0
    - 1/2 de finales : 1979 (classé 3e
    - 1/4 de finales : 9 (1971, 1972, 1973, 1979, 1980, 1985, 1986, 1999, 2002)
    - 1/8 de finales : 22 (1970, 1971, 1972, 1973, 1977, 1979, 1981, 1982, 1984, 1985, 1986, 1992, 1993, 1994, 1998, 1999, 2001, 2002, 2005, 2010, 2013, 2020)
    - Champion de conférence : 7 (1987, 1988, 1989, 1993, 2002, 2005, 2021)
    - Premiers de conférence après la saison régulière : 8 (1987, 1988, 1989, 1995, 2005, 2012, 2013, 2021)

- Football (soccer) féminin :
  - Tournoi national NCAA : 
    - Participations : 28 (1995, 1996, 1997, 1998, 1999, 2000, 2001, 2002, 2003, 2004, 2005, 2006, 2007, 2008, 2009, 2010, 2011, 2012, 2013, 2014, 2015, 2016, 2017, 2018, 2019, 2020, 2021, 2022)
    - Champion : 1 (2015)
    - Finaliste : 1 (2012)
    - 1/2 de finales : 5 (1999, 2002, 2005, 2012, 2015)
    - 1/4 de finales : 13 (1998, 1999, 2000, 2001, 2002, 2003, 2005, 2006, 2012, 2014, 2015, 2017, 2018)
    - 1/8 de finales : 20 (1996, 1998, 1999, 2000, 2001, 2002, 2003, 2005, 2006, 2011, 2007, 2012, 2014, 2015, 2017, 2018, 2019, 2020, 2021, 2022)

  - Palmarès en Conference :
    - Champions du tournoi final : 9 (1998, 2000, 2001, 2006, 2008, 2015, 2017, 2019, 2022)
    - Champions de la saison régulière : 20 (1998, 1999, 2000, 2001, 2002, 2003, 2004, 2005, 2006, 2007, 2008, 2009, 2010, 2011, 2012, 2014, 2015, 2016, 2018, 2020)

- Rugby féminin :
  - Championnes nationales en 1997, 2000, 2004, 2007, 2009, 2010, 2012, 2013, 2014, 2015, 2016, 2017
  - Finalistes en 1995, 1996, 1998, 2001, 2002, 2005, 2006, 2008, 2011
- Softball :
  - Participations au tournoi national NCAA : 10 (1983, 1985, 2000, 2001, 2002, 2003, 2005, 2006, 2007, 2011)
  - Palmarès en Conference
    - Champions de l'Atlantic 10 : 3 (1983, 1985, 1988)

- Volley-ball masculin :
  - Tournoi national NCAA :
    - Participations : 32 (1981, 1982, 1983, 1986, 1987, 1989, 1991, 1992, 1993, 1994, 1995, 1996, 1997, 1999, 2000, 2001, 2002, 2003, 2004, 2005, 2006, 2007, 2008, 2009, 2010, 2011, 2012, 2013, 2014, 2015, 2017, 2021)
    - Champions : 2 (1994, 2008)
    - Finalistes : 4 (1982, 1995, 2006, 2010)

  - Palmarès en conférence :
    - Champions de la saison régulière : 32 (1981, 1982, 1983, 1986, 1987, 1989, 1991, 1992, 1993, 1994, 1995, 1996, 1997, 1999, 2000, 2001, 2002, 2003, 2004, 2005, 2006, 2007, 2008, 2009, 2010, 2011, 2012, 2013, 2014, 2015, 2017, 2021)

- Volley-Ball féminin : 
  - Tournoi national AIAW/NCAA :
    - Participations : 43 (1980, 1981, 1982, 1983, 1984, 1985, 1986, 1987, 1988, 1989, 1990, 1991, 1992, 1993, 1994, 1995, 1996, 1997, 1998, 1999, 2000, 2001, 2002, 2003, 2004, 2005, 2006, 2007, 2008, 2009, 2010, 2011, 2012, 2013, 2014, 2015, 2016, 2017, 2018, 2019, 2020, 2021, 2022)
    - Champions : 7 (1999, 2007, 2008, 2009, 2010, 2013, 2014)
    - Finalistes : 3 (1993, 1997, 1998)
    - 1/2 de finales : 13 (1993, 1994, 1997, 1998, 1999, 2007, 2008, 2009, 2010, 2012, 2013, 2014, 2017)
    - Finales régionales : 20 (1990, 1993, 1994, 1996, 1997, 1998, 1999, 2000, 2003, 2006, 2007, 2008, 2009, 2010, 2012, 2013, 2014, 2017, 2018, 2019)
    - 1/2 finales régionales : 34 (1981, 1983, 1984, 1986, 1990, 1991, 1992, 1993, 1994, 1995, 1996, 1997, 1998, 1999, 2000, 2003, 2004, 2005, 2006, 2007, 2008, 2009, 2010, 2011, 2012, 2013, 2014, 2015, 2016, 2017, 2018, 2019, 2020, 2022)
    - 1/16 de finales :

  - Palmarès en conférence Atlantic 10 :
    - Champions de la saison régulière : 7 (1984, 1985, 1986, 1987, 1988, 1989, 1990)

  - Palmarès en Big Ten Conference :
    - Champions de la saison régulière : 17 (1992, 1993, 1996, 1997, 1998, 1999, 2003, 2004, 2005, 2006, 2007, 2008, 2009, 2010, 2012, 2013, 2017)

- Lutte :
  - Titre nationaux par équipe : 10 (1953, 2011, 2012, 2013, 2014, 2016, 2017, 2018, 2019, 2022)
  - Titres nationaux individuels : 53 (par 35 athlètes)
  - All-Americans : 233 athlètes
  - Titres de conférence :
    - Eastern Intercollegiate Wrestling Association : 16 (1918, 1919, 1920, 1921, 1924, 1925, 1936, 1937, 1942, 1951, 1952, 1953, 1957, 1960, 1971, 1973)
    - Eastern Wrestling League : 14 (1976, 1977, 1978, 1982, 1983, 1984, 1985, 1986, 1987, 1988, 1989, 1990, 1991, 1992)
    - Big Ten Conference : 7 (2011, 2012, 2013, 2014, 2016, 2019, 2022)